# فرودگاه انهیل
 فرودگاه انهیل (به انگلیسی: Nhill Airport) یک فرودگاه همگانی است که یک باند فرود آسفالت دارد و طول باند آن ۱۰۰۰ متر است. این فرودگاه در کشور استرالیا قرار دارد و در ارتفاع ۱۳۸ متری از سطح دریا واقع شده است.